# 淀屋橋スクエア
淀屋橋スクエア（よどやばしスクエア）は、大阪府大阪市中央区北浜にあるオフィスビル。

## 概要
神鋼不動産（現 TC神鋼不動産）が所有する「大阪神鋼ビル」の跡地と、三菱地所が出資する特定目的会社（SPC）が所有する「新光証券ビル」跡地の開発により、2009年（平成21年）に竣工した。竣工後、神鋼不動産とSPCの区分所有となった。
土佐堀通と三休橋筋が交差する「北浜2」交差点の南東角に位置する。なお、この地は1959年（昭和34年）6月にTC神鋼不動産の前身「太平ビルディング株式会社」が設立された地である。
敷地はL字型で、基準階面積は953.58平方メートル（288.46坪）である。
三菱地所の私募リートである日本オープンエンド不動産投資法人が所有し、2023年（令和5年）にDBJ Green Building認証を取得している。

## 入居者
主な入居者は以下の通り。
- 神鋼商事 大阪本社[6][7]
- シオノギヘルスケア 本社[8][9]
- NTTスマイルエナジー 本社[10][11]
- 東洋証券 大阪支店[12]

かつては、田辺三菱製薬が本社ビル建替時の仮本社ビルとして入居していた（2009年10月～2015年3月）。
なお、当ビルの住所（大阪府大阪市中央区北浜2丁目6番18号）を所在地（本店）として登記している法人は30法人ある（2023年6月11日時点）。

## 交通アクセス
- 京阪電気鉄道・大阪市高速電気軌道(Osaka Metro)御堂筋線：淀屋橋駅と地下で直結
- 京阪電気鉄道・大阪市高速電気軌道(Osaka Metro)堺筋線：北浜駅と地下で直結